# Tadeusz Leśniak (major)
Tadeusz Leśniak (ur. 9 sierpnia 1896 w Warszawie, zm. między 4 a 7 kwietnia 1940 w Katyniu) – major piechoty Wojska Polskiego, ofiara zbrodni katyńskiej.

## Życiorys
Syn Jana i Kazimiery z domu Trzcińska. Nauki pobierał w Bachmucie w 6-klasowym gimnazjum. Będąc poddanym rosyjskim, w grudniu 1915 wzięto go z poboru do Armii Imperium Rosyjskiego, w której 4 lipca 1916 został skierowany na przeszkolenie do II Szkoły Chorążych znajdującej się w Odessie. Po przeszkolenia służył w 271 i 246 pułku piechoty walcząc w 1917 na froncie rosyjsko-niemieckim. Pułk opuścił w grudniu tegoż roku, ponieważ był prześladowany. Po opuszczeniu pułku przebywał do listopada 1918 w Bachmucie. Kilkakrotnie próbował przedostać się do I Korpusu Polskiego generała Józefa Dowbor-Muśnickiego, ale kiedy przedostał się do Bobrujska, to w tym czasie Korpus rozwiązano.
10 listopada 1918 mając stopień chorążego wstąpił na ochotnika do Wojska Polskiego, w którym został skierowany do Lublina na kursy oficerskie. Od grudnia 1919 rozpoczął służbę w 35 pułku piechoty, który stacjonował w Brześciu nad Bugiem, pełniąc służbę na różnych stanowiskach.
W 1919 w stopniu podporucznika uczestniczył w wojnie polsko-sowieckiej walcząc w grupie majora Władysława Bończy-Uzdowskiego.  Walczył dzielnie pod Włodzimierzem, Zimnem i Torczynem. Brał udział w ofensywie na Łuck oraz walczył pod Brodami, Radziwiłłowem i Krupcem, gdzie 4 czerwca 1919 raniono go w nogę.
W 1920 w pułku, na stanowisku dowódcy 4 kompanii karabinów maszynowych walczył podczas ofensywy na Kalinkowicze, Rzeczycę oraz w maju pod Mochowem, gdzie oddział którym dowodził został zaskoczony szarżą kawalerii bolszewickiej składającej się z około 30 jeźdźców. Podporucznik Leśniak nakazał żołnierzom kompanii skierować ogień karabinów maszynowych na szarżujących bolszewików i zabijając kilku żołnierzy i kilka koni, rozbił szarżę nieprzyjaciela, a swój oddział wycofał. Za bohaterską postawę po raz pierwszy otrzymał Krzyż Walecznych.

 
Za podobnie waleczne czyny i postawę podczas walk w 1920 odznaczono go Krzyżem Walecznych po raz drugi, a po raz trzeci w 1921 za walkę w 1919 pod Torczynem i Krupcem, gdzie 

„w szczególnie ciężkiej sytuacji jako dowódca plutonu 3 kompanii karabinów maszynowych 35 pp. stojąc ze swym plutonem na wysuniętej pozycji podczas ataku przeważających sił nieprzyjaciela dnia 4 czerwca 1919  został dotkliwie ranny w nogę. Pozostał jednak na pozycji, choć nieprzyjaciel zachodził mu na tyły i cofnął się dopiero po otrzymaniu rozkazu do odwrotu, cofnął się niesiony przez żołnierzy, razem z plutonem kierując nim do końca osobiście”.

 Otrzymał awans na porucznika ze starszeństwem z 1 czerwca 1919, a 1 stycznia 1927 otrzymał awans na kapitana ze starszeństwem z 1 stycznia 1927 i 133. lokatą w korpusie oficerów piechoty. Do momentu wybuchu II wojny światowej otrzymał jeszcze awans na stopień majora Wojska Polskiego. W pułku miał opinię dobrego organizatora i gospodarza. We wrześniu 1939 zajmował stanowisko drugiego zastępcy dowódcy pułku.
Podczas kampanii wrześniowej 1939 był zastępcą dowódcy 35 pułku piechoty. Z najbliższą rodziną widział się po raz ostatni 13 września w Twierdzy Brzeskiej. Prawdopodobnie dostał się do niewoli sowieckiej w Kowlu lub w rejonie Uściługa. Według stanów z 16 i 28 października 1939 był jeńcem obozu putywlskiego. W listopadzie 1939 przewieziony do obozu kozielskiego. Według stanu z grudnia 1939 znajdował się nadal w obozie jenieckim w Kozielsku, z którego wysłał jedyny list, a adresatem był jego brat Zygmunt. Między 3 a 5 kwietnia 1940 przekazany do dyspozycji naczelnika Zarządu NKWD Obwodu Smoleńskiego – lista wywózkowa bez numeru poz. 82 nr akt 1343 z 2 kwietnia 1940. Został zamordowany między 4 a 7 kwietnia 1940 w lesie katyńskim przez funkcjonariuszy Obwodowego Zarządu NKWD w Smoleńsku oraz pracowników NKWD przybyłych z Moskwy na mocy decyzji Biura Politycznego KC WKP(b) z 5 marca 1940. Ofiary tej zbrodni grzebano w bezimiennych mogiłach zbiorowych, gdzie od 28 lipca 2000 mieści się oficjalnie Polski Cmentarz Wojenny w Katyniu. W miejscu tym prowadzone były ekshumacje i prace archeologiczne. Zidentyfikowany podczas ekshumacji prowadzonej przez Niemców w 1943 pod numerem 2152 – dosł. opisany jako Leśnik Tadeusz (raport dzienny z 15 maja 1943). Przy jego szczątkach znaleziono: listy, pocztówki, kartę szczepień w Kozielsku nr 735, baretkę za ranę oraz medalik. Figuruje na liście Komisji Technicznej PCK pod numerem 02152 wskazany jako Leśnik Tadeusz. Jego nazwisko znajduje się na liście ofiar opublikowanej w Gońcu Krakowskim nr 134 oraz w Nowym Kurierze Warszawskim nr 139 z 1943. W Archiwum Robla w dokumentach majora Adama Teofila Solskiego (pakiet 0490-25, 26), w dużym notatniku wymieniony jest mjr Leśniak pod datami 16 i 28 października 1939.

### Życie prywatne
Tadeusz Leśniak zostawił żonę i osierocił córkę.

## Ordery i odznaczenia
- Krzyż Walecznych (trzykrotnie: 1920 i 1921)[4]
- Srebrny Krzyż Zasługi (10 listopada 1928)[20][21]
- Krzyż Kampanii Wrześniowej – pośmiertnie 1 stycznia 1986[22]

## Upamiętnienie
5 października 2007 minister obrony narodowej Aleksander Szczygło mianował go pośmiertnie na stopień podpułkownika. Awans został ogłoszony 9 listopada 2007 w Warszawie, w trakcie uroczystości „Katyń Pamiętamy – Uczcijmy Pamięć Bohaterów”.